# Rhynchosia falconeri
Rhynchosia falconeri är en ärtväxtart som beskrevs av John Gilbert Baker. Rhynchosia falconeri ingår i släktet Rhynchosia och familjen ärtväxter. IUCN kategoriserar arten globalt som livskraftig. Inga underarter finns listade i Catalogue of Life.